# Condado de Lincoln (Nebraska)
El condado de Lincoln (en inglés: Lincoln County), fundado en 1860, es un condado del estado estadounidense de Nebraska. En el año 2000 tenía una población de 34.632 habitantes con una densidad de población de 5 personas por km². La sede del condado es North Platte.

## Geografía
Según la oficina del censo el condado tiene una superficie total de 6669 km² (2574,9 mi²), de los que 6649 km² (2567,2 mi²) son tierra y 28 km² (10,8 mi²) (0,43%) son agua.

## Condados adyacentes
- Condado de McPherson - norte
- Condado de Logan - noreste
- Condado de Custer - noreste
- Condado de Dawson - este
- Condado de Frontier - sureste
- Condado de Hayes - suroeste
- Condado de Perkins - oeste
- Condado de Keith - oeste

## Demografía
Según el censo del 2000 la renta per cápita media de los habitantes del condado era de 36.568 dólares y el ingreso medio de una familia era de 45.185 dólares. En el año 2000 los hombres tenían unos ingresos anuales 36.244 dólares frente a los 20.252 dólares que percibían las mujeres. El ingreso por habitante era de 18.696 dólares y alrededor de un 9.70% de la población estaba bajo el umbral de pobreza nacional.

## Ciudades y pueblos
- Brady
- Dickens
- Hershey
- Maxwell
- North Platte
- Sutherland
- Wallace
- Wellfleet